# Введенський Павло Петрович
Введенський Павло Петрович (нар. 21 грудня 1880-15.09.1938) - росіянин, син священика, перекладач, дипломат, секретар Російського генерального консульства у м. Тебризі (азербайджанська провінція Персії). Народився у селі Тулиголове Глухівського повіту Чернігівської губернії у сім'ї священника.

## Сім'я
Народився у сім'ї священника Введенського Петра при приходів церкви Пресвятої Богородиці села Тулиголове Глухівського повіту Чернігівської губернії. В сім'ї була друга дитина, брат Павла - Олександр. Введенський Олександр Петрович священнослужитель Російської православної церкви, митрофорнний протоієрей, проповідник, духовний письменник.

## Робота
З лютого 1914 року віце-консул в Урмії, з січня по травень 1905 року віце-консул в Ханої. З травня 1915 року повернувся до Росії та був відряджений до Політичного агентства у Бухарському ханстві. З березня 1917 року член загальноцивільного Ново-Бухарського виконкому. З травня 1917 року - обласний комісар російських поселень у Бухарському ханстві, Каган. У грудні 1917 року арештований та відправлений до Ташкенту. Після звільнення служив у Торговому домі "Іван Стахєєв" та "Російсько-Бухарському товаристві". З січня 1918 року короткотерміново був арештований. У березні 1918 року  - уповноважений Туркестанської республіки на мирних перемовинах з Бухарою.Керуючий Ново-Бухарським бавовняним бавовноочисними заводами. Знову арештований, звільнений 28.12.1919 року. Працював консультанто-економістом, юрисконсультом та керівником у справах політичного представництва РСФСР в Бухарському ханстві. Після усунення ханської влади знову арештований, але за постановою ОО звільнений 08.11.1920 року. Працював науковим консультантом Відділу зовнішніх відносин Туркестанської республіки. З січня 1921 року завідуючий відділом імпорту та експорту Туркестанського управління Наркому зовнішньої торгівлі РСФСР, у акціонерних товариствах "Хлібпродукт", "Туркхліб", "Средазхліб", "Азіяхліб". 1924 року арештовувався. Після утворення Таджикської АСР (10.1924_ - внутрішній консультант-економіст представництва Таджицької АСР в Узбецькій РСР. З 1926 року - економіст в НДУ бавовни. З грудня 1930 - економіст з садівництва та виноградництва Держплану Узбецької РСР. За результатами чистки радянського апарату був звільнений у березні 1931 року. 23.11.1931 року арештований та відправлений до Москви. Мешкав за адресою 2-га вул. Ізмайловського звіринця, буд. 38. Постановою Колегії ОДПУ від 12.07.1932 звільнений під підписку про невиїзд. 14.05.1933 підписка анульована, дозволено вільне проживання. Викладав перську (фарсі) та арабську мови в Академії зовнішньої торгівлі СРСР та інституті сходу ім. Н. Наріманова (Москва).

## Арешт та вирок
15 вересня 1938 військовою колегією Верховного суду СРСР засуджений до вищої міри покарання - розстрілу. Реабілітований у січні 1957 року. Місце розстрілу - Комунарка.